# Burtasi-moskee
De Burtasi-moskee is een moskee in de stad Tripoli, in het noorden van Libanon. De Burtasi-moskee wordt beschouwd als één van de mooiste Mammelukse moskeeën in Tripoli. Het onderscheidt zich door zijn minaret en door zijn donkere stenen voorkant, versierd met zwarte lijnen en witte versieringen.

## Geschiedenis
De inscriptie op de hoofdpoort geeft niet de bouwdatum weer maar er wordt aangenomen dat de moskee vóór 1381 werd gebouwd.

## Architectuur
De minaret en drie koepels zijn onderscheidende kenmerken van deze moskee.

### Interieur
De qibla-muur is bekleed met marmer, met de mihrab in het midden. De mihrab is versierd met glasmozaïek, wat zeldzaam is voor moskeeën in Tripoli. Tegen een gouden achtergrond wordt een beker getoond met daarin groene acanthus.